# Canopus
Canopus (α Carinae) ist der hellste Stern im Sternbild Kiel des Schiffs. Er ist nach Sirius der zweithellste Stern am Nachthimmel, steht aber so weit südlich, dass er von Mitteleuropa aus nicht zu sehen ist. Lediglich vom südlichsten Teil Europas (Gibraltar, Malta, Kreta) aus kann er beobachtet werden.
Aufgrund seiner Stellung nahe dem Südpol der Ekliptik und seiner großen Helligkeit dient er vielen Raumflugkörpern als Leitstern.

## Name

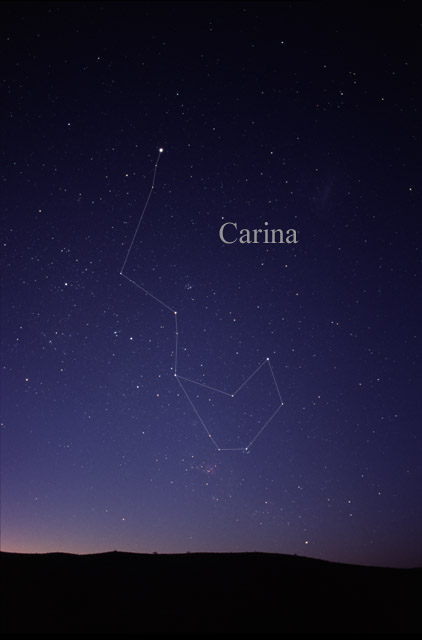
Canopus ist der hellste Stern im Sternbild Carina (oben).

„Alpha Carinae“ ist eine Bezeichnung nach der Bayer-Klassifikation. Alpha (α) ist der erste Buchstabe des griechischen Alphabets, und Carinae (der Genitiv zu lat. Carina, der Schiffskiel) zeigt die Zugehörigkeit zum Sternbild Kiel des Schiffs an.
Benannt wurde Canopus nach einem Schiffssteuermann in Diensten des mythischen Königs Menelaos, siehe Kanopus (ägyptische Mythologie). Die arabischen Bezeichnungen Suhail oder Suhel (stattlich, leuchtend, prachtvoll, unbekümmert, mühelos, ruhig) sind weniger gebräuchlich und konnten sich nicht durchsetzen, da auch andere Sterne wie Gamma Velorum oder Lambda Velorum diesen Namen tragen.
Canopus wurde von den Babyloniern MUL.NUNKI genannt, was mit „Stadt Eridu“ übersetzt wird. Im Zentrum dieser zu den ältesten sumerischen Städten gehörenden Stadt befand sich der Tempel von Eridu, von dem heute nur noch ein Ruinenhügel übrig ist. Von diesem Hügel besteht eine gute Sicht in Richtung Süden, so dass zur Gründungszeit der Stadt vor zirka 6000 Jahren von dort der durch die Präzession der Erdachse bedingte Erstaufgang des Sterns Canopus am südlichen Meridian um Mitternacht beobachtet werden konnte.
Der Stern ist Namensgeber für den Mount Canopus, ein Berg in der Antarktis.

## Physikalische Eigenschaften
Entfernungsmessungen für den Stern schwankten zunächst zwischen 96 und 1.200 Lichtjahren. Damit hätte Canopus einer der energiereichsten Sterne der Milchstraße sein können. Mit dem 1989 in den Erdumlauf gebrachten Weltraumteleskop Hipparcos wurde durch Messung der Parallaxe eine Entfernung von ca. 310 Lichtjahren ermittelt.

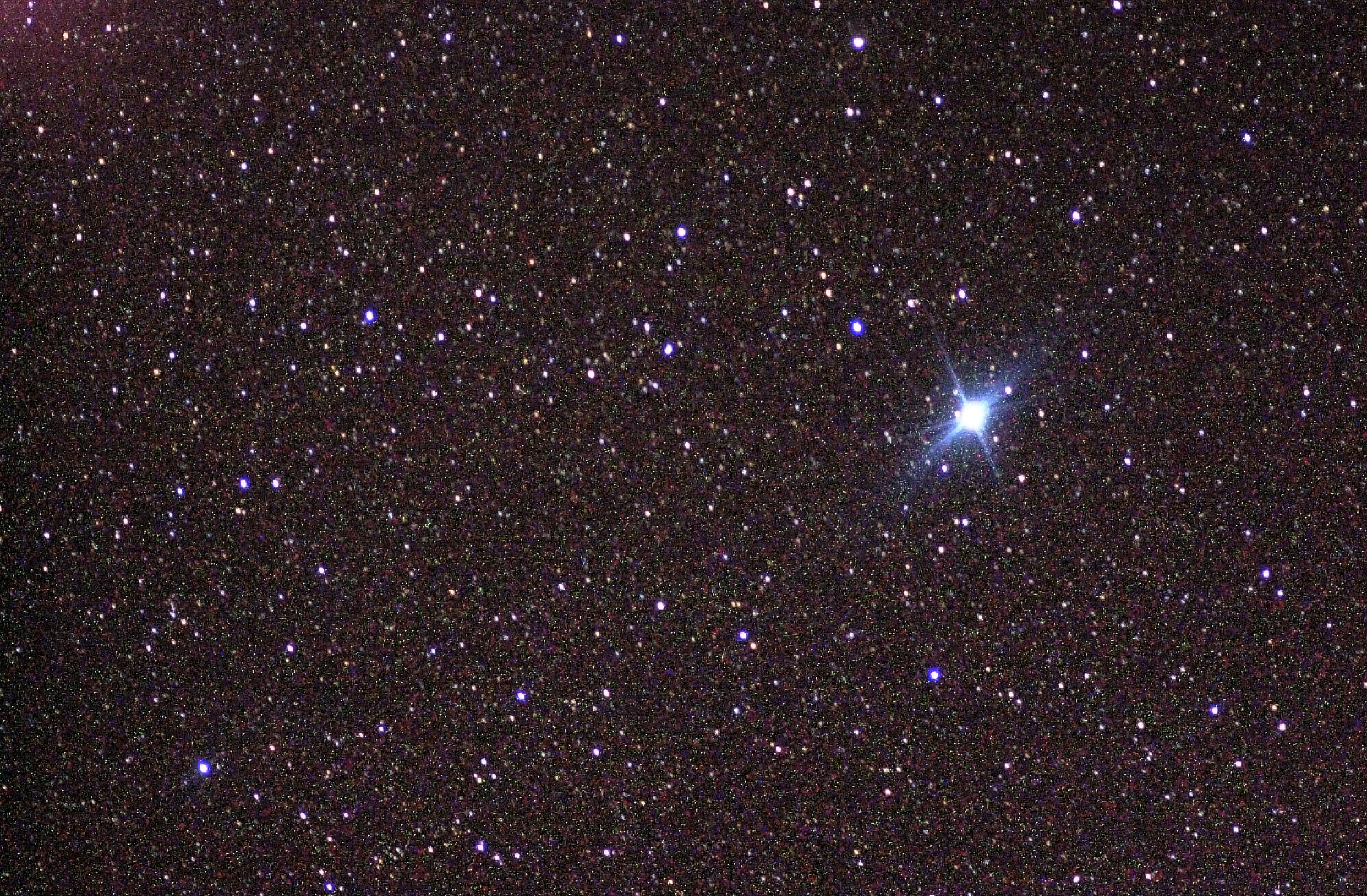
Canopus, aufgenommen von der ISS-Expedition 6.

Die Schwierigkeiten bei der Messung ergaben sich aus Canopus’ ungewöhnlicher Spektralklasse F0II. Sterne dieser Klasse sind selten und nur in geringem Maße verstanden, da man nicht weiß, ob sie sich in der Entwicklung hin zu einem roten Riesen oder wieder davon weg zu einem anderen Stadium befinden. Das macht es schwer, die Entfernung aufgrund der Helligkeit intrinsisch abzuschätzen. Somit war die Parallaxenbestimmung mit Satellitenunterstützung der einzige Weg, den Abstand korrekt zu messen.
Canopus ist 14.000-mal leuchtstärker als die Sonne und der hellste Stern in einer Umgebung von 700 Lichtjahren. An Helligkeit am Nachthimmel wird er nur von Sirius übertroffen, der aber lediglich 8,6 Lichtjahre entfernt ist. Sein Durchmesser konnte mittels optischer Interferometrie am Very Large Telescope der ESO zu 71,4 Sonnendurchmessern bestimmt werden; daraus ergibt sich eine Oberflächentemperatur von etwa 7500 K. Wäre der Stern das Zentrum des Sonnensystems, so würde sein Radius mehr als drei Viertel des Abstands von Merkur zur Sonne betragen. Ein Planet mit erdähnlichen Temperatur- und Klimaverhältnissen müsste einen etwa viermal so großen Bahnradius um Canopus einnehmen wie Neptun um die Sonne.

## Canopus in der Literatur
In dem von Frank Herbert verfassten Science-Fiction-Romanzyklus Dune (dt. Der Wüstenplanet) ist Canopus der Zentralstern des Planeten Arrakis, auf dem der Hauptteil der Handlung spielt.
In Friedrich Dürrenmatts Novelle Der Auftrag taucht der Stern Canopus im 23. Kapitel als Hoffnungsträger der Protagonistin F. auf. Des Weiteren wird er namentlich im Psalm Salomos, den Weltraumfahrern zu singen im Drama Die Physiker erwähnt.
In Doris Lessings Romanzyklus Canopus im Argos: Archive ist Canopus (neben Sirius und Puttiora) der Herrschaftssitz eines der drei Sternenreiche.

## Hafenstadt Kanopus
Die antike Stadt Kanopus im Nildelta in Ägypten liegt südlich des Breitengrads 32° Nord. Diese Lage zeichnet sich durch folgenden Effekt aus: Kommt man per Schiff aus dem Norden, von Griechenland her und nähert sich der damals bedeutenden Hafenstadt Kanopus an, so steigt Canopus (passende Tageszeit je nach Jahreszeit sei vorausgesetzt) ausreichend hoch über den Horizont, um als zweithellster Stern am Himmel sichtwirksam zu werden.